# Press Play (EP)
Press Play là EP thứ hai của nhóm nhạc nam Hàn Quốc BTOB. Album được phát hành vào ngày 12 tháng 9 năm 2012, cùng với bài hát chủ đề "Wow". "I Only Know Love" được chọn là đĩa đơn tiếp theo và được sử dụng đề quảng bá cho album bắt đầu từ ngày 18 tháng 10.

## Bối cảnh
Một hình ảnh xác nhận cho album được đăng tải trên tài khoản Twitter của Cube Entertainment vào ngày 4 tháng 9 năm 2012; cùng với thời gian phát hành (ngày 12 tháng 9 năm 2012), nhan đề album "Press Play" cùng với bài hát chủ đề "Wow". Hình ảnh mang hơi hướng pop art cùng với hình ảnh một người trong ảnh tạo chữ "WOW" cùng với tay và miệng của họ. Sau đó, người trên ảnh được tiết lộ là Sungjae, một thành viên của nhóm. Vào ngày 5 tháng 9, một đoạn âm thanh ngắn của "Wow" được đăng tải trên tài khoản YouTube của BTOB. Một ngày sau, Cube công bố ảnh chụp nhóm cùng với ảnh chụp từng thành viên. Vào ngày 7 tháng 9, một đoạn video âm nhạc ngắn của "Wow" được đăng tải. Ngày 12 tháng 9, album cùng video âm nhạc của "Wow" được phát hành trực tuyến.

## Phong cách
Theo Cube Entertainment, phong cách của Press Play lấy ý tưởng từ nút play của máy nghe nhạc cassette và ý nghĩa của nhan đề là "Giờ chơi của BTOB đã bắt đầu"".

## Quảng bá
Hoạt động quảng bá cho album cùng với "Wow" được bắt đầu vào ngày 13 tháng 9, trên Mnet M! Countdown. Bài hát cũng được quảng bá trên Music Bank, Music Core, Inkigayo, Show Champion và SBS MTV The Show. Bài hát "Dream", không nằm trong album được sử dụng trong tuần đầu quảng bá. Màn trình diễn cuối cùng của "Wow" được thực hiện trên SBS Inkigayo, vào ngày 14 tháng 10. Nhóm bắt đầu quảng bá cho "I Only Know Love" vào ngày 18 tháng 10,trên Mnet's M! Countdown.

## Danh sách bài hát
| STT              | Nhan đề                                                      | Phổ lời                                              | Phổ nhạc                               | Arrangement                            | Thời lượng |
| ---------------- | ------------------------------------------------------------ | ---------------------------------------------------- | -------------------------------------- | -------------------------------------- | ---------- |
| 1.               | "Press Play" (featuring G.NA)                                | Seo Yong-bae, Seo Jae-woo, G.NA                      | Seo Yong-bae, Seo Jae-woo              | Seo Yong-bae, Seo Jae-woo              | 3:20       |
| 2.               | "WOW"                                                        | Kim Do-hyun, Seo Yong-bae, Seo Jae-woo               | Kim Do-hyun, Seo Yong-bae, Seo Jae-woo | Kim Do-hyun, Seo Yong-bae, Seo Jae-woo | 3:38       |
| 3.               | "I Only Know Love" (사랑밖에 난 몰라; Salangbakke Nan Molla) | Kim Do-hyun, Seo Yong-bae, Seo Jae-woo, Jung Il-hoon | Kim Do-hyun, Seo Yong-bae, Seo Jae-woo | Kim Do-hyun, Seo Yong-bae, Seo Jae-woo | 3:30       |
| 4.               | "U & I"                                                      | Hwang Sung-jin                                       | Lee Joo-hyung, Lim Sang-hyuk           | Lee Joo-hyung, Lim Sang-hyuk           | 3:22       |
| 5.               | "Stand Up"                                                   | Gum                                                  | Choi Yong-chan                         | Choi Yong-chan                         | 3:41       |
| 6.               | "My Girl"                                                    | Triple A                                             | Triple A                               | Triple A                               | 3:54       |
| Tổng thời lượng: | Tổng thời lượng:                                             | Tổng thời lượng:                                     | Tổng thời lượng:                       | Tổng thời lượng:                       | 21:21      |

## Vị trí trên bảng xếp hạng

### BXH album
| Bảng xếp hạng            | Vị trí cao nhất |
| ------------------------ | --------------- |
| Gaon Weekly album chart  | 4               |
| Gaon Monthly album chart | 13              |

### Doanh số và chứng nhận
| Bảng xếp hạng       | Doanh số |
| ------------------- | -------- |
| Gaon physical sales | 20.769+  |

## Lịch sử phát hành
| Quốc gia | Ngày                 | Định dạng       | Nhãn đĩa           |
| -------- | -------------------- | --------------- | ------------------ |
| Hàn Quốc | 12 tháng 9 năm 2012  | tải nhạc số, CD | Cube Entertainment |
| Thế giới | 10 tháng 10 năm 2012 | tải nhạc số     | Cube Entertainment |